# Niels Wulfsberg
Niels Wulfsberg (29. august 1775, Tønsberg-25. juni 1852, Drammen) var en norsk præst og redaktør, søn af Jacob Wulfsberg.
Wulfsberg var student fra 1794, blev cand. theol. 1801, drev boghandel og bogtrykkeri i Kristiania og beklædte ved siden heraf stillingen som trediepræst. Gejstlig virksomhed lå dog ikke for ham, hvorimod han var en initiativrig publicist.
1808 grundlagde han bladet Tiden, som han dels alene, dels i forening med Prahl og Døderlein redigerede til 1814; 1815 deltog han i stiftelsen af Den norske Rigstidende, hvis medredaktør han indtil 1836 var. 1812—14 udgav han Den norske Bondeven og 1814 hæfteskriftet Journal for Lovgivning, Rigsforfatning og Politik.
1815 blev Wulfsberg, der havde vundet Karl Johans gunst ved sine kundskaber i fransk, arkivar ved den norske statsrådafdeling i Stockholm og lærer for prins Oscar; begge disse stillinger opgav han 1820. 1819 grundlagde han Morgenbladet, som han redigerede til september 1821. Fra 1828 til 1836 var han overtoldbetjent i Drammen.